# トニー・スライディーニ
トニー・スライディーニ（Tony Slydini、1901年 - 1991年）は、イタリア生まれのクロースアップマジシャンの一人。独自の手法で「ミスディレクションの達人」と呼ばれたクロースアップの名人であり、アメリカのダイ・バーノンと並び、マジックの世界に影響を与えた人物。
マジックを演じると、その独特な雰囲気とその圧倒的な技術から、完全な魔法を使うことができるマジシャンとまで評された。しかし、彼の動きやそのテクニックには独特のクセがあり、それを他人がコピーしようとしても出来るようなものではなかった。そのため、スライディーニの動きやそのテクニックを「スライディーニ・タッチ」と呼ぶ。
スライディーニが世界的に知られるようになったのは、ニューヨークのタネン社の出版である『スターズ・オブ・マジック』の中で彼のマジックが紹介されたため。
弟子には、現在ロサンゼルスを中心に活躍しているトニー・クラーク（Tony Clark）がいる。
代表作には、一枚のコインだけを使って演じるコインマジック「ワン・コイン・ルーティン」や、スカーフをいくらしっかり結んでも、すぐにほどけてしまう「スライディーニ・シルク」などがある。

## 関連書籍
- Magic of Slydini（Unique,1960)
- The Best of Slydini and More(Tannen ,1976)
- The Magical World of Slydini(Tannen, 1979)
- Slydini Encores(Slydini Studio, 1966)
- The Slydini Approach to Misdirection
- The Slydini Production Silk Routine
- Slydini Card Technique
- Slydini Color Changing Silk Routine